# 茂汶瓦韦
茂汶瓦韦（学名：Lepisorus maowenensis）为水龙骨科瓦韦属下的一个种。

## 扩展阅读
- 維基物種上的相關：茂汶瓦韦